# Carlisle United Football Club 2014-2015
Questa voce raccoglie le informazioni riguardanti il Carlisle United Football Club nelle competizioni ufficiali della stagione 2014-2015

## Maglie e sponsor
Lo sponsor tecnico per la stagione 2014-2015 è Sondico, mentre lo sponsor ufficiale è Virgin Trains.
| Manica sinistra · Manica sinistra · Maglietta · Maglietta · Manica destra · Manica destra · Pantaloncini · Pantaloncini · Calzettoni | Manica sinistra · Manica sinistra · Maglietta · Maglietta · Manica destra · Manica destra · Pantaloncini · Pantaloncini · Calzettoni |  |

## Rosa
| N. |                        | Ruolo | Calciatore              |
| -- | ---------------------- | ----- | ----------------------- |
| 1  | Inghilterra (bandiera) | P     | Mark Gillespie          |
| 2  | Inghilterra (bandiera) | D     | Danny Grainger          |
| 3  | Inghilterra (bandiera) | D     | Matty Robson            |
| 4  | Inghilterra (bandiera) | C     | Alex Marrow             |
| 5  | Inghilterra (bandiera) | D     | Danny Livesey           |
| 6  | Inghilterra (bandiera) | D     | Troy Archibald-Henville |
| 7  | Inghilterra (bandiera) | A     | David Amoo              |
| 8  | Inghilterra (bandiera) | C     | Anthony Sweeney         |
| 9  | Inghilterra (bandiera) | A     | Billy Paynter           |
| 10 | Irlanda (bandiera)     | C     | Gary Dicker             |
| 11 | Irlanda (bandiera)     | C     | Daniel Kearns           |
| 12 | Inghilterra (bandiera) | C     | Paul Thirlwell          |
| 14 | Inghilterra (bandiera) | C     | Josh Gillies            |

| N. |                        | Ruolo | Calciatore             |
| -- | ---------------------- | ----- | ---------------------- |
| 15 | Inghilterra (bandiera) | D     | Courtney Meppen-Walter |
| 16 | Inghilterra (bandiera) | D     | Brad Potts             |
| 17 | Inghilterra (bandiera) | A     | Mark Beck              |
| 18 | Inghilterra (bandiera) | C     | Patrick Brough         |
| 19 | Inghilterra (bandiera) | C     | David Symington        |
| 20 | Galles (bandiera)      | P     | Dan Hanford            |
| 21 | Inghilterra (bandiera) | C     | Steven Rigg            |
| 22 | Inghilterra (bandiera) | A     | Kyle Dempsey           |
| 23 | Inghilterra (bandiera) | D     | Sean O'Hanlon          |
| 25 | Ghana (bandiera)       | A     | Derek Asamoah          |
| 26 | Inghilterra (bandiera) | C     | Jack Lynch             |
| 27 | Irlanda (bandiera)     | A     | Stephen Elliott        |
| 31 | Bulgaria (bandiera)    | C     | Georg Iliev            |